# Kamil Glik
Kamil Jacek Glik (Jastrzębie-Zdrój, 3 febbraio 1988) è un calciatore polacco, difensore del KS Cracovia.

## Caratteristiche tecniche
È un difensore centrale dotato di grande fisicità, ma anche di buona mobilità; il suo punto di forza è senz'altro il gioco aereo, sia in marcatura sia in occasione dei calci piazzati in area avversaria.

## Carriera

### Club

#### Gli esordi in Polonia, Real Madrid C e Piast Gliwice
Ha iniziato la carriera nelle giovanili di MOSiR Jastrzębie Zdrój e WSP Wodzisław Śląski, per poi passare allo Silesia Lubomia.
Segue un'esperienza in Spagna, nell'Horadada, che gli permette di essere notato dal Real Madrid e di venir tesserato nel 2007 dalla squadra "C" delle merengues. Qui milita per due stagioni, fin quando nel 2008 non fa ritorno nel suo paese accasandosi con il Piast Gliwice.
Nella prima stagione disputa 26 partite di campionato, mentre nella stagione 2009-2010, invece, segna 2 reti nelle 28 partite, ben distinguendosi.

#### Palermo
Al termine della stagione i dirigenti del Piast Gliwice lo offrono agli italiani del Palermo, e il 7 luglio 2010 viene ufficialmente ingaggiato dai siciliani, che acquistano il giocatore a titolo definitivo facendogli sottoscrivere un contratto quinquennale; l'acquisto è stato perfezionato presso la Lega Serie A sette giorni dopo.
Esordisce con la maglia rosanero nell'andata dei play-off di Europa League contro gli sloveni del Maribor (vittoria per 3-0), giocando titolare. Per lui si è trattato dell'esordio in una competizione internazionale per club. In seguito non viene quasi mai inserito fra i 18 giocatori che compongono la distinta, e fino alla pausa invernale colleziona solamente altre tre presenze nella fase a gironi di Europa League, non riuscendo dunque a debuttare nel massimo campionato italiano con la maglia rosanero.

#### Bari
Pochi giorni prima della riapertura ufficiale del calciomercato, il Palermo concede una deroga al giocatore permettendogli di allenarsi - già alla ripresa fissata per il 28 dicembre - con la sua nuova squadra, il Bari. Si trasferisce così in prestito fino al termine della stagione, fortemente voluto dall'allenatore Gian Piero Ventura. Il contratto viene depositato il 4 gennaio 2011, e alla ripresa del campionato, il 6 gennaio, viene schierato titolare nel derby Lecce-Bari (0-1), in cui ben figura, debuttando quindi nel massimo campionato italiano. Dei Galletti è un titolare, giocando 16 partite in campionato ed una in Coppa Italia. Alla 35ª giornata, in Bari-Roma (2-3), rimedia un cartellino rosso ed una conseguente squalifica di tre giornate che di fatto gli fanno concludere anzitempo la stagione: la sua ultima partita con il Bari è dunque quella contro i giallorossi. Finito il prestito, ritorna al Palermo, ma non viene convocato per il ritiro estivo, venendo quindi messo sul mercato.

#### Torino

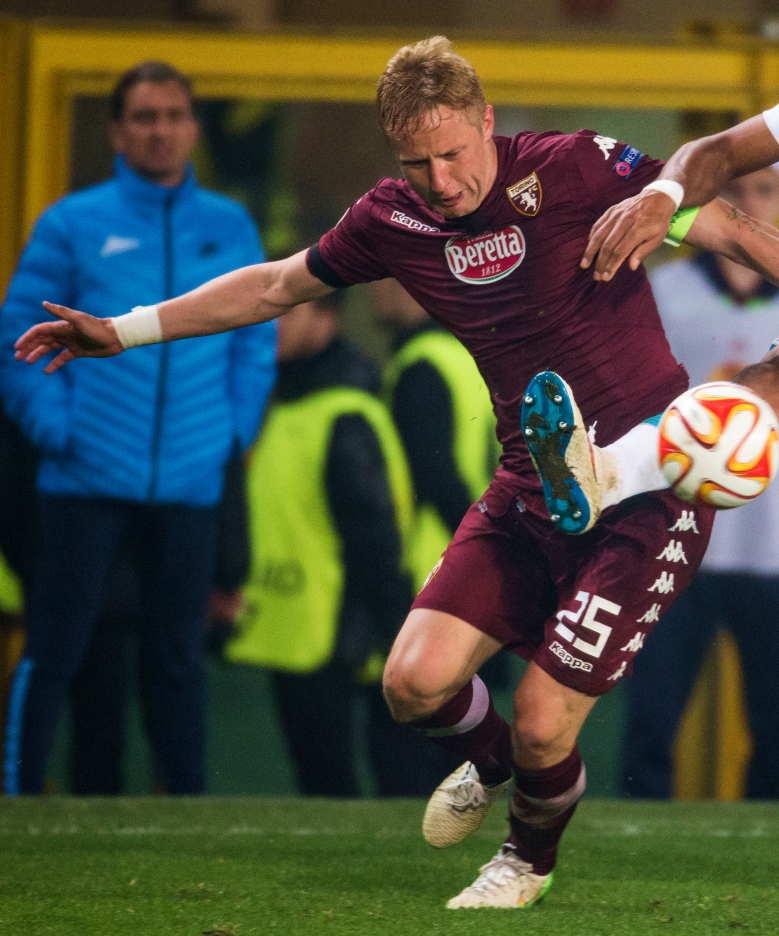
Glik capitano al Torino nel 2015, in azione nel corso della sfida di Europa League contro i russi dello

Il 12 luglio 2011, dopo aver sostenuto già degli allenamenti, passa in compartecipazione al Torino, in Serie B, per 300.000 euro. È così il primo calciatore polacco a vestire la maglia del Torino.
Esordisce in maglia granata il 13 agosto successivo, in Torino-Lumezzane (1-0) del secondo turno di Coppa Italia, giocando titolare. Segna il primo gol alla 34ª giornata, nella partita Torino-Reggina sbloccata dalla sua rete e sospesa per maltempo all'intervallo (la conclusione della partita ha lasciato invariato tale risultato). A fine stagione ottiene la promozione in Serie A, dopo aver giocato 23 partite in campionato (con 2 gol) e una in Coppa Italia.
Il 22 giugno 2012 Palermo e Torino si accordano per il rinnovo della compartecipazione.
Il 31 ottobre seguente, segna il suo primo gol in Serie A, in casa della Lazio, aprendo le marcature segnando di testa su calcio d'angolo.
Sempre nella stagione 2012/2013 gioca i suoi primi due derby della mole collezionando altrettante espulsioni (primo giocatore nella storia della serie A ad essere espulso in un derby sia all'andata che al ritorno). Il 20 giugno il Torino acquisisce l'intero cartellino del giocatore risolvendo a proprio favore la compartecipazione con il Palermo per 1,2 milioni di euro.
Per la stagione 2013-2014 è il capitano della squadra dopo la partenza di Rolando Bianchi. Termina la stagione con 34 presenze in campionato – concluso con la qualificazione alla UEFA Europa League 2014-2015 dopo la mancata concessione della licenza UEFA al Parma – e 2 gol, più una presenza in Coppa Italia. Il 25 maggio 2014 rinnova il contratto fino al 2017.
Il 31 luglio 2014 esordisce con la maglia del Torino nelle competizioni internazionali, disputando la gara di andata del terzo turno preliminare di Europa League vinta in trasferta 3-0 contro gli svedesi del Brommapojkarna. Il 24 settembre successivo, in occasione della vittoriosa trasferta del Torino a Cagliari, realizza un gol nella sua centesima partita in maglia granata.
Il 21 dicembre dello stesso anno, allo stadio Olimpico di Torino, realizza la sua prima doppietta in Serie A nella vittoria in rimonta sul Genoa per 2-1. La stagione 2014-2015 si rivela molto prolifica per Glik, che con 7 reti in Serie A stabilisce il proprio record personale di marcature e si impone all'attenzione generale.
Nella stagione seguente, pur confermandosi perno della difesa granata, non riesce tuttavia a trovare nuovamente la via del gol. Calciatore molto amato dalla tifoseria del Torino tanto che il Rapper, tifoso granata, Willie Peyote ha scritto una canzone intitolata con il suo nome
Complessivamente in cinque stagioni con la maglia granata ha giocato 171 partite e segnato 13 gol.

#### Monaco

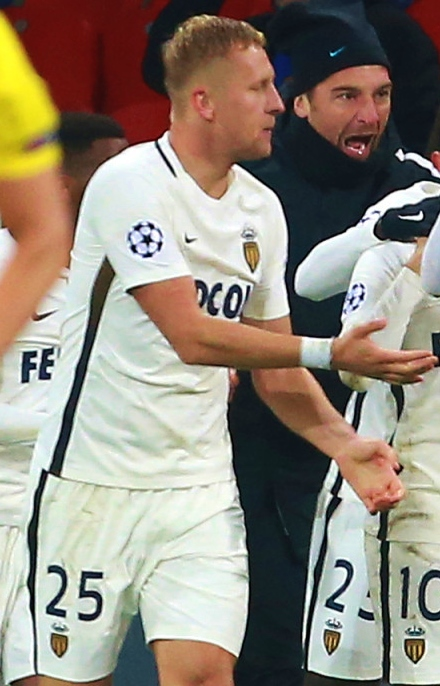
Glik al Monaco durante una partita di Champions League nel 2016

Il 4 luglio 2016 viene ceduto per circa 11 milioni di euro al Monaco con cui firma un contratto quadriennale; qui ritrova Andrea Raggi, suo compagno di squadra al Bari nel 2010-2011. La prima rete stagionale avviene nella vittoria per 4-1 sul Lilla, dove si rende protagonista anche di un salvataggio da un tiro a porta vuota. La sua prima stagione monegasca si conclude con la vittoria della Ligue 1 a spese del Paris Saint-Germain, garantendo a Glik, titolare fisso e autore di 6 reti, il primo trofeo in carriera.
Le ottime prestazioni nella squadra di club e in nazionale, gli valgono il premio di miglior atleta polacco dell'anno 2017.

#### Benevento
L'11 agosto 2020, dopo 4 stagioni trascorse in Ligue 1, torna in Serie A venendo acquistato a titolo definitivo dal Benevento, con cui firma un contratto triennale valido fino al 30 giugno 2023. Esordisce con i sanniti il 26 settembre nella partita vinta dai giallorossi per 2-3 in trasferta contro la Sampdoria. Il 3 aprile 2021, in occasione del 2-2 casalingo contro il Parma, realizza la sua prima rete con i campani, tornando a segnare un gol in Serie A dopo 6 anni.

#### KS Cracovia
Rimasto svincolato al termine della stagione 2022-2023, il 30 agosto 2023 Glik si unisce ufficialmente al KS Cracovia, nella massima serie polacca, con cui firma un contratto biennale.

### Nazionale
Dopo aver disputato 14 partite e segnato 3 reti con la nazionale Under-21 polacca, nel 2010 esordisce in nazionale maggiore, dopo la convocazione senza esordio per una partita del 9 novembre 2009; è stata la prima volta che un tesserato del Piast Gliwice, squadra con una lunga storia, è stato convocato nella nazionale polacca. La gara del debutto è quella del 20 gennaio 2010 contro la Thailandia nella King's Cup, partita vinta per 3-1 nella quale ha segnato la sua prima rete internazionale nei 43 minuti giocati, sbloccando il risultato.
La prima presenza ufficiale in nazionale è avvenuta nel 3 marzo 2010 contro la Bulgaria, gara vinta per 2-0.
Il 17 ottobre 2012 realizza di testa il gol del definitivo pareggio nella gara casalinga di qualificazione ai Mondiali 2014 contro l'Inghilterra.
Con l'arrivo di Adam Nawałka sulla panchina della nazionale, Glik diventa titolare in pianta stabile della retroguardia polacca.
Viene convocato sia per gli Europei 2016 in Francia, che per i Mondiali di Russia 2018, ai quali aveva rischiato di non partecipare per un infortunio occorso nel ritiro della nazionale pochi giorni prima della manifestazione.
Nel novembre del 2022, viene incluso dal CT Czesław Michniewicz nella rosa polacca partecipante ai Mondiali in Qatar. In occasione della prima gara della competizione, pareggiata 0-0 contro il Messico, raggiunge quota 100 presenze con la Polonia.

## Statistiche

### Presenze e reti nei club
Statistiche aggiornate al 3 dicembre 2023.
| Stagione             | Squadra              | Campionato           | Campionato | Campionato | Coppe nazionali | Coppe nazionali | Coppe nazionali | Coppe continentali | Coppe continentali | Coppe continentali | Altre coppe | Altre coppe | Altre coppe | Totale | Totale |
| Stagione             | Squadra              | Comp                 | Pres       | Reti       | Comp            | Pres            | Reti            | Comp               | Pres               | Reti               | Comp        | Pres        | Reti        | Pres   | Reti   |
| -------------------- | -------------------- | -------------------- | ---------- | ---------- | --------------- | --------------- | --------------- | ------------------ | ------------------ | ------------------ | ----------- | ----------- | ----------- | ------ | ------ |
| 2007-2008            | Real Madrid C        | TD                   | 18         | 0          | -               | -               | -               | -                  | -                  | -                  | -           | -           | -           | 18     | 0      |
| 2008-2009            | Piast Gliwice        | EK                   | 26         | 0          | PP              | 1               | 0               | -                  | -                  | -                  | -           | -           | -           | 27     | 0      |
| 2009-2010            | Piast Gliwice        | EK                   | 28         | 2          | PP              | 1               | 0               | -                  | -                  | -                  | -           | -           | -           | 29     | 2      |
| Totale Piast Gliwice | Totale Piast Gliwice | Totale Piast Gliwice | 54         | 2          |                 | 2               | 0               |                    | -                  | -                  |             | -           | -           | 56     | 2      |
| 2010-gen. 2011       | Palermo              | A                    | 0          | 0          | CI              | 0               | 0               | UEL                | 4                  | 0                  | -           | -           | -           | 4      | 0      |
| gen.-giu. 2011       | Bari                 | A                    | 16         | 0          | CI              | 1               | 0               | -                  | -                  | -                  | -           | -           | -           | 17     | 0      |
| 2011-2012            | Torino               | B                    | 23         | 2          | CI              | 1               | 0               | -                  | -                  | -                  | -           | -           | -           | 24     | 2      |
| 2012-2013            | Torino               | A                    | 32         | 1          | CI              | 1               | 0               | -                  | -                  | -                  | -           | -           | -           | 33     | 1      |
| 2013-2014            | Torino               | A                    | 34         | 2          | CI              | 1               | 0               | -                  | -                  | -                  | -           | -           | -           | 35     | 2      |
| 2014-2015            | Torino               | A                    | 32         | 7          | CI              | 1               | 0               | UEL                | 11                 | 1                  | -           | -           | -           | 44     | 8      |
| 2015-2016            | Torino               | A                    | 33         | 0          | CI              | 2               | 0               | -                  | -                  | -                  | -           | -           | -           | 35     | 0      |
| Totale Torino        | Totale Torino        | Totale Torino        | 154        | 12         |                 | 6               | 0               |                    | 11                 | 1                  |             | -           | -           | 171    | 13     |
| 2016-2017            | Monaco               | L1                   | 36         | 6          | CF+CdL          | 1+3             | 1+0             | UCL                | 13                 | 1                  | -           | -           | -           | 53     | 8      |
| 2017-2018            | Monaco               | L1                   | 36         | 3          | CF+CdL          | 1+4             | 0               | UCL                | 6                  | 1                  | SF          | 1           | 0           | 48     | 4      |
| 2018-2019            | Monaco               | L1                   | 33         | 1          | CF+CdL          | 1+2             | 0               | UCL                | 5                  | 0                  | SF          | 1           | 0           | 42     | 1      |
| 2019-2020            | Monaco               | L1                   | 23         | 1          | CF+CdL          | 1+0             | 0               | -                  | -                  | -                  | -           | -           | -           | 24     | 1      |
| Totale Monaco        | Totale Monaco        | Totale Monaco        | 128        | 11         |                 | 13              | 1               |                    | 24                 | 2                  |             | 2           | 0           | 167    | 14     |
| 2020-2021            | Benevento            | A                    | 36         | 2          | CI              | 1               | 0               | -                  | -                  | -                  | -           | -           | -           | 37     | 2      |
| 2021-2022            | Benevento            | B                    | 23+3       | 0          | CI              | 2               | 0               | -                  | -                  | -                  | -           | -           | -           | 28     | 0      |
| 2022-2023            | Benevento            | B                    | 18         | 0          | CI              | 1               | 1               | -                  | -                  | -                  | -           | -           | -           | 19     | 1      |
| Totale Benevento     | Totale Benevento     | Totale Benevento     | 77+3       | 2          |                 | 4               | 1               |                    | -                  | -                  |             | -           | -           | 84     | 3      |
| 2023-2024            | KS Cracovia          | EK                   | 4          | 1          | PP              | 1               | 0               | -                  | -                  | -                  | -           | -           | -           | 5      | 1      |
| Totale carriera      | Totale carriera      | Totale carriera      | 445        | 28         |                 | 27              | 2               |                    | 39                 | 3                  |             | 2           | 0           | 513    | 33     |

### Cronologia presenze e reti in nazionale
| Cronologia completa delle presenze e delle reti in nazionale ― Polonia | Cronologia completa delle presenze e delle reti in nazionale ― Polonia | Cronologia completa delle presenze e delle reti in nazionale ― Polonia | Cronologia completa delle presenze e delle reti in nazionale ― Polonia | Cronologia completa delle presenze e delle reti in nazionale ― Polonia | Cronologia completa delle presenze e delle reti in nazionale ― Polonia | Cronologia completa delle presenze e delle reti in nazionale ― Polonia | Cronologia completa delle presenze e delle reti in nazionale ― Polonia |
| Data                                                                   | Città                                                                  | In casa                                                                | Risultato                                                              | Ospiti                                                                 | Competizione                                                           | Reti                                                                   | Note                                                                   |
| ---------------------------------------------------------------------- | ---------------------------------------------------------------------- | ---------------------------------------------------------------------- | ---------------------------------------------------------------------- | ---------------------------------------------------------------------- | ---------------------------------------------------------------------- | ---------------------------------------------------------------------- | ---------------------------------------------------------------------- |
| 20-1-2010                                                              | Nakhon Ratchasima                                                      | Thailandia                                                             | 1 – 3                                                                  | Polonia                                                                | Amichevole                                                             | 1                                                                      | 79’                                                                    |
| 23-1-2010                                                              | Nakhon Ratchasima                                                      | Polonia                                                                | 6 – 1                                                                  | Singapore                                                              | Amichevole                                                             | -                                                                      |                                                                        |
| 3-3-2010                                                               | Varsavia                                                               | Polonia                                                                | 2 – 0                                                                  | Bulgaria                                                               | Amichevole                                                             | -                                                                      |                                                                        |
| 2-6-2010                                                               | Kufstein                                                               | Polonia                                                                | 0 – 0                                                                  | Serbia                                                                 | Amichevole                                                             | -                                                                      |                                                                        |
| 8-6-2010                                                               | Murcia                                                                 | Spagna                                                                 | 6 – 0                                                                  | Polonia                                                                | Amichevole                                                             | -                                                                      |                                                                        |
| 11-8-2010                                                              | Stettino                                                               | Polonia                                                                | 0 – 3                                                                  | Camerun                                                                | Amichevole                                                             | -                                                                      |                                                                        |
| 12-10-2010                                                             | Montréal                                                               | Ecuador                                                                | 2 – 2                                                                  | Polonia                                                                | Amichevole                                                             | -                                                                      |                                                                        |
| 9-2-2011                                                               | Faro                                                                   | Polonia                                                                | 1 – 0                                                                  | Norvegia                                                               | Amichevole                                                             | -                                                                      |                                                                        |
| 25-3-2011                                                              | Kaunas                                                                 | Lituania                                                               | 2 – 0                                                                  | Polonia                                                                | Amichevole                                                             | -                                                                      | 45’                                                                    |
| 2-9-2011                                                               | Varsavia                                                               | Polonia                                                                | 1 – 1                                                                  | Messico                                                                | Amichevole                                                             | -                                                                      | 71’                                                                    |
| 6-9-2011                                                               | Danzica                                                                | Polonia                                                                | 2 – 2                                                                  | Germania                                                               | Amichevole                                                             | -                                                                      | 72’                                                                    |
| 7-9-2012                                                               | Podgorica                                                              | Montenegro                                                             | 2 – 2                                                                  | Polonia                                                                | Qual. Mondiali 2014                                                    | -                                                                      |                                                                        |
| 11-9-2012                                                              | Breslavia                                                              | Polonia                                                                | 2 – 0                                                                  | Moldavia                                                               | Qual. Mondiali 2014                                                    | -                                                                      |                                                                        |
| 17-10-2012                                                             | Varsavia                                                               | Polonia                                                                | 1 – 1                                                                  | Inghilterra                                                            | Qual. Mondiali 2014                                                    | 1                                                                      | 64’                                                                    |
| 14-11-2012                                                             | Danzica                                                                | Polonia                                                                | 1 – 3                                                                  | Uruguay                                                                | Amichevole                                                             | -                                                                      | 46’                                                                    |
| 6-2-2013                                                               | Dublino                                                                | Irlanda                                                                | 2 – 0                                                                  | Polonia                                                                | Amichevole                                                             | -                                                                      | 44’                                                                    |
| 22-3-2013                                                              | Varsavia                                                               | Polonia                                                                | 1 – 3                                                                  | Ucraina                                                                | Qual. Mondiali 2014                                                    | -                                                                      |                                                                        |
| 26-3-2013                                                              | Varsavia                                                               | Polonia                                                                | 5 – 0                                                                  | San Marino                                                             | Qual. Mondiali 2014                                                    | -                                                                      | 46’                                                                    |
| 14-8-2013                                                              | Danzica                                                                | Polonia                                                                | 3 – 2                                                                  | Danimarca                                                              | Amichevole                                                             | -                                                                      |                                                                        |
| 6-9-2013                                                               | Varsavia                                                               | Polonia                                                                | 1 – 1                                                                  | Montenegro                                                             | Qual. Mondiali 2014                                                    | -                                                                      |                                                                        |
| 11-10-2013                                                             | Charkiv                                                                | Ucraina                                                                | 1 – 0                                                                  | Polonia                                                                | Qual. Mondiali 2014                                                    | -                                                                      |                                                                        |
| 15-10-2013                                                             | Londra                                                                 | Inghilterra                                                            | 2 – 0                                                                  | Polonia                                                                | Qual. Mondiali 2014                                                    | -                                                                      |                                                                        |
| 5-3-2014                                                               | Varsavia                                                               | Polonia                                                                | 0 – 1                                                                  | Scozia                                                                 | Amichevole                                                             | -                                                                      |                                                                        |
| 6-6-2014                                                               | Danzica                                                                | Polonia                                                                | 2 – 1                                                                  | Lituania                                                               | Amichevole                                                             | -                                                                      |                                                                        |
| 7-9-2014                                                               | Faro                                                                   | Gibilterra                                                             | 0 – 7                                                                  | Polonia                                                                | Qual. Euro 2016                                                        | -                                                                      | 41’                                                                    |
| 11-10-2014                                                             | Varsavia                                                               | Polonia                                                                | 2 – 0                                                                  | Germania                                                               | Qual. Euro 2016                                                        | -                                                                      |                                                                        |
| 14-10-2014                                                             | Varsavia                                                               | Polonia                                                                | 2 – 2                                                                  | Scozia                                                                 | Qual. Euro 2016                                                        | -                                                                      |                                                                        |
| 14-11-2014                                                             | Tbilisi                                                                | Georgia                                                                | 0 – 4                                                                  | Polonia                                                                | Qual. Euro 2016                                                        | 1                                                                      | 79’                                                                    |
| 18-11-2014                                                             | Breslavia                                                              | Polonia                                                                | 2 – 2                                                                  | Svizzera                                                               | Amichevole                                                             | -                                                                      |                                                                        |
| 29-3-2015                                                              | Dublino                                                                | Irlanda                                                                | 1 – 1                                                                  | Polonia                                                                | Qual. Euro 2016                                                        | -                                                                      | 50’                                                                    |
| 16-6-2015                                                              | Danzica                                                                | Polonia                                                                | 0 – 0                                                                  | Grecia                                                                 | Amichevole                                                             | -                                                                      |                                                                        |
| 4-9-2015                                                               | Francoforte sul Meno                                                   | Germania                                                               | 3 – 1                                                                  | Polonia                                                                | Qual. Euro 2016                                                        | -                                                                      |                                                                        |
| 7-9-2015                                                               | Varsavia                                                               | Polonia                                                                | 8 – 1                                                                  | Gibilterra                                                             | Qual. Euro 2016                                                        | -                                                                      |                                                                        |
| 8-10-2015                                                              | Glasgow                                                                | Scozia                                                                 | 2 – 2                                                                  | Polonia                                                                | Qual. Euro 2016                                                        | -                                                                      |                                                                        |
| 11-10-2015                                                             | Varsavia                                                               | Polonia                                                                | 2 – 1                                                                  | Irlanda                                                                | Qual. Euro 2016                                                        | -                                                                      | 63’                                                                    |
| 13-11-2015                                                             | Varsavia                                                               | Polonia                                                                | 4 – 2                                                                  | Islanda                                                                | Amichevole                                                             | -                                                                      |                                                                        |
| 17-11-2015                                                             | Breslavia                                                              | Polonia                                                                | 3 – 1                                                                  | Rep. Ceca                                                              | Amichevole                                                             | -                                                                      | cap. 46’                                                               |
| 23-3-2016                                                              | Poznań                                                                 | Polonia                                                                | 1 – 0                                                                  | Serbia                                                                 | Amichevole                                                             | -                                                                      |                                                                        |
| 26-3-2016                                                              | Breslavia                                                              | Polonia                                                                | 5 – 0                                                                  | Finlandia                                                              | Amichevole                                                             | -                                                                      | cap. 43’                                                               |
| 1-6-2016                                                               | Danzica                                                                | Polonia                                                                | 1 – 2                                                                  | Paesi Bassi                                                            | Amichevole                                                             | -                                                                      |                                                                        |
| 6-6-2016                                                               | Cracovia                                                               | Polonia                                                                | 0 – 0                                                                  | Lituania                                                               | Amichevole                                                             | -                                                                      | cap. 46’                                                               |
| 12-6-2016                                                              | Nizza                                                                  | Polonia                                                                | 1 – 0                                                                  | Irlanda del Nord                                                       | Euro 2016 - 1º turno                                                   | -                                                                      |                                                                        |
| 16-6-2016                                                              | Saint-Denis                                                            | Germania                                                               | 0 – 0                                                                  | Polonia                                                                | Euro 2016 - 1º turno                                                   | -                                                                      |                                                                        |
| 21-6-2016                                                              | Marsiglia                                                              | Ucraina                                                                | 0 – 1                                                                  | Polonia                                                                | Euro 2016 - 1º turno                                                   | -                                                                      |                                                                        |
| 25-6-2016                                                              | Saint-Étienne                                                          | Svizzera                                                               | 1 – 1 dts (4 – 5 dtr)                                                  | Polonia                                                                | Euro 2016 - Ottavi di finale                                           | -                                                                      |                                                                        |
| 30-6-2016                                                              | Marsiglia                                                              | Polonia                                                                | 1 – 1 dts (3 – 5 dtr)                                                  | Portogallo                                                             | Euro 2016 - Quarti di finale                                           | -                                                                      | 66’                                                                    |
| 4-9-2016                                                               | Astana                                                                 | Kazakistan                                                             | 2 – 2                                                                  | Polonia                                                                | Qual. Mondiali 2018                                                    | -                                                                      | 73’                                                                    |
| 8-10-2016                                                              | Varsavia                                                               | Polonia                                                                | 3 – 2                                                                  | Danimarca                                                              | Qual. Mondiali 2018                                                    | -                                                                      |                                                                        |
| 11-10-2016                                                             | Varsavia                                                               | Polonia                                                                | 2 – 1                                                                  | Armenia                                                                | Qual. Mondiali 2018                                                    | -                                                                      |                                                                        |
| 11-11-2016                                                             | Bucarest                                                               | Romania                                                                | 0 – 3                                                                  | Polonia                                                                | Qual. Mondiali 2018                                                    | -                                                                      |                                                                        |
| 26-3-2017                                                              | Podgorica                                                              | Montenegro                                                             | 1 – 2                                                                  | Polonia                                                                | Qual. Mondiali 2018                                                    | -                                                                      |                                                                        |
| 1-9-2017                                                               | Copenaghen                                                             | Danimarca                                                              | 4 – 0                                                                  | Polonia                                                                | Qual. Mondiali 2018                                                    | -                                                                      |                                                                        |
| 4-9-2017                                                               | Varsavia                                                               | Polonia                                                                | 3 – 0                                                                  | Kazakistan                                                             | Qual. Mondiali 2018                                                    | 1                                                                      |                                                                        |
| 5-10-2017                                                              | Erevan                                                                 | Armenia                                                                | 1 – 6                                                                  | Polonia                                                                | Qual. Mondiali 2018                                                    | -                                                                      |                                                                        |
| 8-10-2017                                                              | Varsavia                                                               | Polonia                                                                | 4 – 2                                                                  | Montenegro                                                             | Qual. Mondiali 2018                                                    | -                                                                      |                                                                        |
| 10-11-2017                                                             | Varsavia                                                               | Polonia                                                                | 0 – 0                                                                  | Uruguay                                                                | Amichevole                                                             | -                                                                      |                                                                        |
| 23-3-2018                                                              | Breslavia                                                              | Polonia                                                                | 0 – 1                                                                  | Nigeria                                                                | Amichevole                                                             | -                                                                      |                                                                        |
| 27-3-2018                                                              | Varsavia                                                               | Polonia                                                                | 3 – 2                                                                  | Corea del Sud                                                          | Amichevole                                                             | -                                                                      | 67’                                                                    |
| 24-6-2018                                                              | Kazan'                                                                 | Polonia                                                                | 0 – 3                                                                  | Colombia                                                               | Mondiali 2018 - 1º turno                                               | -                                                                      | 80’                                                                    |
| 28-6-2018                                                              | Volgograd                                                              | Giappone                                                               | 0 – 1                                                                  | Polonia                                                                | Mondiali 2018 - 1º turno                                               | -                                                                      |                                                                        |
| 7-9-2018                                                               | Bologna                                                                | Italia                                                                 | 1 – 1                                                                  | Polonia                                                                | UEFA Nations League 2018-2019 - 1º turno                               | -                                                                      |                                                                        |
| 11-9-2018                                                              | Breslavia                                                              | Polonia                                                                | 1 – 1                                                                  | Irlanda                                                                | Amichevole                                                             | -                                                                      | Cap. 61’                                                               |
| 11-10-2018                                                             | Chorzów                                                                | Polonia                                                                | 2 – 3                                                                  | Portogallo                                                             | UEFA Nations League 2018-2019 - 1º turno                               | -                                                                      |                                                                        |
| 14-10-2018                                                             | Chorzów                                                                | Polonia                                                                | 0 – 1                                                                  | Italia                                                                 | UEFA Nations League 2018-2019 - 1º turno                               | -                                                                      |                                                                        |
| 21-3-2019                                                              | Vienna                                                                 | Austria                                                                | 0 – 1                                                                  | Polonia                                                                | Qual. Euro 2020                                                        | -                                                                      |                                                                        |
| 24-3-2019                                                              | Varsavia                                                               | Polonia                                                                | 2 – 0                                                                  | Lettonia                                                               | Qual. Euro 2020                                                        | 1                                                                      |                                                                        |
| 7-6-2019                                                               | Skopje                                                                 | Macedonia del Nord                                                     | 0 – 1                                                                  | Polonia                                                                | Qual. Euro 2020                                                        | -                                                                      | 28’                                                                    |
| 10-6-2019                                                              | Varsavia                                                               | Polonia                                                                | 4 – 0                                                                  | Israele                                                                | Qual. Euro 2020                                                        | -                                                                      |                                                                        |
| 9-9-2019                                                               | Varsavia                                                               | Polonia                                                                | 0 – 0                                                                  | Austria                                                                | Qual. Euro 2020                                                        | -                                                                      |                                                                        |
| 10-10-2019                                                             | Riga                                                                   | Lettonia                                                               | 0 – 3                                                                  | Polonia                                                                | Qual. Euro 2020                                                        | -                                                                      |                                                                        |
| 13-10-2019                                                             | Varsavia                                                               | Polonia                                                                | 2 – 0                                                                  | Macedonia del Nord                                                     | Qual. Euro 2020                                                        | -                                                                      | Cap.                                                                   |
| 19-11-2019                                                             | Varsavia                                                               | Polonia                                                                | 3 – 2                                                                  | Slovenia                                                               | Qual. Euro 2020                                                        | -                                                                      | 7’                                                                     |
| 4-9-2020                                                               | Amsterdam                                                              | Paesi Bassi                                                            | 1 – 0                                                                  | Polonia                                                                | UEFA Nations League 2020-2021 - 1º turno                               | -                                                                      | Cap. 63’                                                               |
| 7-9-2020                                                               | Zenica                                                                 | Bosnia ed Erzegovina                                                   | 1 – 2                                                                  | Polonia                                                                | UEFA Nations League 2020-2021 - 1º turno                               | 1                                                                      | Cap.                                                                   |
| 11-10-2020                                                             | Danzica                                                                | Polonia                                                                | 0 – 0                                                                  | Italia                                                                 | UEFA Nations League 2020-2021 - 1º turno                               | -                                                                      |                                                                        |
| 14-10-2020                                                             | Breslavia                                                              | Polonia                                                                | 3 – 0                                                                  | Bosnia ed Erzegovina                                                   | UEFA Nations League 2020-2021 - 1º turno                               | -                                                                      |                                                                        |
| 15-11-2020                                                             | Reggio Emilia                                                          | Italia                                                                 | 2 – 0                                                                  | Polonia                                                                | UEFA Nations League 2020-2021 - 1º turno                               | -                                                                      |                                                                        |
| 18-11-2020                                                             | Chorzów                                                                | Polonia                                                                | 1 – 2                                                                  | Paesi Bassi                                                            | UEFA Nations League 2020-2021 - 1º turno                               | -                                                                      |                                                                        |
| 25-3-2021                                                              | Budapest                                                               | Ungheria                                                               | 3 – 3                                                                  | Polonia                                                                | Qual. Mondiali 2022                                                    | -                                                                      | 58’                                                                    |
| 28-3-2021                                                              | Varsavia                                                               | Polonia                                                                | 3 – 0                                                                  | Andorra                                                                | Qual. Mondiali 2022                                                    | -                                                                      |                                                                        |
| 31-3-2021                                                              | Londra                                                                 | Inghilterra                                                            | 2 – 1                                                                  | Polonia                                                                | Qual. Mondiali 2022                                                    | -                                                                      | Cap.                                                                   |
| 8-6-2021                                                               | Poznań                                                                 | Polonia                                                                | 2 – 2                                                                  | Islanda                                                                | Amichevole                                                             | -                                                                      |                                                                        |
| 14-6-2021                                                              | San Pietroburgo                                                        | Polonia                                                                | 1 – 2                                                                  | Slovacchia                                                             | Euro 2020 - 1º turno                                                   | -                                                                      |                                                                        |
| 19-6-2021                                                              | Siviglia                                                               | Spagna                                                                 | 1 – 1                                                                  | Polonia                                                                | Euro 2020 - 1º turno                                                   | -                                                                      |                                                                        |
| 23-6-2021                                                              | San Pietroburgo                                                        | Svezia                                                                 | 3 – 2                                                                  | Polonia                                                                | Euro 2020 - 1º turno                                                   | -                                                                      | 83’                                                                    |
| 2-9-2021                                                               | Varsavia                                                               | Polonia                                                                | 4 – 1                                                                  | Albania                                                                | Qual. Mondiali 2022                                                    | -                                                                      |                                                                        |
| 8-9-2021                                                               | Varsavia                                                               | Polonia                                                                | 1 – 1                                                                  | Inghilterra                                                            | Qual. Mondiali 2022                                                    | -                                                                      | 80’                                                                    |
| 12-10-2021                                                             | Tirana                                                                 | Albania                                                                | 0 – 1                                                                  | Polonia                                                                | Qual. Mondiali 2022                                                    | -                                                                      |                                                                        |
| 12-11-2021                                                             | Andorra la Vella                                                       | Andorra                                                                | 1 – 4                                                                  | Polonia                                                                | Qual. Mondiali 2022                                                    | -                                                                      |                                                                        |
| 24-3-2022                                                              | Glasgow                                                                | Scozia                                                                 | 1 – 1                                                                  | Polonia                                                                | Amichevole                                                             | -                                                                      | Cap.                                                                   |
| 29-3-2022                                                              | Chorzów                                                                | Polonia                                                                | 2 – 0                                                                  | Svezia                                                                 | Qual. Mondiali 2022                                                    | -                                                                      |                                                                        |
| 1-6-2022                                                               | Breslavia                                                              | Polonia                                                                | 2 – 1                                                                  | Galles                                                                 | UEFA Nations League 2022-2023 - 1º turno                               | -                                                                      |                                                                        |
| 8-6-2022                                                               | Bruxelles                                                              | Belgio                                                                 | 6 – 1                                                                  | Polonia                                                                | UEFA Nations League 2022-2023 - 1º turno                               | -                                                                      |                                                                        |
| 11-6-2022                                                              | Rotterdam                                                              | Paesi Bassi                                                            | 2 – 2                                                                  | Polonia                                                                | UEFA Nations League 2022-2023 - 1º turno                               | -                                                                      | 84’                                                                    |
| 14-6-2022                                                              | Varsavia                                                               | Polonia                                                                | 0 – 1                                                                  | Belgio                                                                 | UEFA Nations League 2022-2023 - 1º turno                               | -                                                                      |                                                                        |
| 22-9-2022                                                              | Varsavia                                                               | Polonia                                                                | 0 – 2                                                                  | Paesi Bassi                                                            | UEFA Nations League 2022-2023 - 1º turno                               | -                                                                      |                                                                        |
| 25-9-2022                                                              | Cardiff                                                                | Galles                                                                 | 0 – 1                                                                  | Polonia                                                                | UEFA Nations League 2022-2023 - 1º turno                               | -                                                                      | 90+3’                                                                  |
| 16-11-2022                                                             | Varsavia                                                               | Polonia                                                                | 1 – 0                                                                  | Cile                                                                   | Amichevole                                                             | -                                                                      | Cap. 46’                                                               |
| 22-11-2022                                                             | Doha                                                                   | Messico                                                                | 0 – 0                                                                  | Polonia                                                                | Mondiali 2022 - 1º turno                                               | -                                                                      | [ 46 ]                                                                 |
| 26-11-2022                                                             | Al Rayyan                                                              | Polonia                                                                | 2 – 0                                                                  | Arabia Saudita                                                         | Mondiali 2022 - 1º turno                                               | -                                                                      |                                                                        |
| 30-11-2022                                                             | Doha                                                                   | Polonia                                                                | 0 – 2                                                                  | Argentina                                                              | Mondiali 2022 - 1º turno                                               | -                                                                      |                                                                        |
| 4-12-2022                                                              | Doha                                                                   | Francia                                                                | 3 – 1                                                                  | Polonia                                                                | Mondiali 2022 - Ottavi di finale                                       | -                                                                      |                                                                        |
| Totale                                                                 |                                                                        | Presenze (3º posto)                                                    | 103                                                                    |                                                                        | Reti                                                                   | 6                                                                      |                                                                        |

| Cronologia completa delle presenze e delle reti in nazionale ― Polonia under 21 | Cronologia completa delle presenze e delle reti in nazionale ― Polonia under 21 | Cronologia completa delle presenze e delle reti in nazionale ― Polonia under 21 | Cronologia completa delle presenze e delle reti in nazionale ― Polonia under 21 | Cronologia completa delle presenze e delle reti in nazionale ― Polonia under 21 | Cronologia completa delle presenze e delle reti in nazionale ― Polonia under 21 | Cronologia completa delle presenze e delle reti in nazionale ― Polonia under 21 | Cronologia completa delle presenze e delle reti in nazionale ― Polonia under 21 |
| Data                                                                            | Città                                                                           | In casa                                                                         | Risultato                                                                       | Ospiti                                                                          | Competizione                                                                    | Reti                                                                            | Note                                                                            |
| ------------------------------------------------------------------------------- | ------------------------------------------------------------------------------- | ------------------------------------------------------------------------------- | ------------------------------------------------------------------------------- | ------------------------------------------------------------------------------- | ------------------------------------------------------------------------------- | ------------------------------------------------------------------------------- | ------------------------------------------------------------------------------- |
| 12-10-2007                                                                      | -                                                                               | Polonia under 21                                                                | 0 – 2                                                                           | Spagna under 21                                                                 | Qual. Europeo Under-21 2009                                                     | -                                                                               | 46’ 62’                                                                         |
| 16-10-2007                                                                      | Toruń                                                                           | Polonia under 21                                                                | 0 – 1                                                                           | Russia under 21                                                                 | Qual. Europeo Under-21 2009                                                     | -                                                                               | 72’                                                                             |
| 16-11-2007                                                                      | Ponferrada                                                                      | Spagna under 21                                                                 | 3 – 0                                                                           | Polonia under 21                                                                | Qual. Europeo Under-21 2009                                                     | -                                                                               | 76’                                                                             |
| 25-3-2008                                                                       | Wolverhampton                                                                   | Inghilterra under 21                                                            | 0 – 0                                                                           | Polonia under 21                                                                | Amichevole                                                                      | -                                                                               |                                                                                 |
| 1-6-2008                                                                        | -                                                                               | Polonia under 21                                                                | 2 – 2                                                                           | Bielorussia under 21                                                            | Amichevole                                                                      | -                                                                               | 46’                                                                             |
| 5-9-2008                                                                        | Stoccolma                                                                       | Svezia under 21                                                                 | 1 – 0                                                                           | Polonia under 21                                                                | Qual. Europeo Under-21 2009                                                     | -                                                                               | 46’                                                                             |
| 9-9-2008                                                                        | Minsk                                                                           | Georgia under 21                                                                | 0 – 5                                                                           | Polonia under 21                                                                | Qual. Europeo Under-21 2009                                                     | 2                                                                               |                                                                                 |
| 9-6-2009                                                                        | Pruszków                                                                        | Polonia under 21                                                                | 2 – 0                                                                           | Liechtenstein under 21                                                          | Qual. Europeo Under-21 2011                                                     | -                                                                               |                                                                                 |
| 12-8-2009                                                                       | -                                                                               | Francia under 21                                                                | 2 – 2                                                                           | Polonia under 21                                                                | Amichevole                                                                      | -                                                                               |                                                                                 |
| 4-9-2009                                                                        | Oviedo                                                                          | Spagna under 21                                                                 | 2 – 0                                                                           | Polonia under 21                                                                | Qual. Europeo Under-21 2011                                                     | -                                                                               |                                                                                 |
| 8-9-2009                                                                        | Grodzisk Wielkopolski                                                           | Polonia under 21                                                                | 2 – 1                                                                           | Finlandia under 21                                                              | Qual. Europeo Under-21 2011                                                     | 1                                                                               |                                                                                 |
| 9-10-2009                                                                       | Eschen                                                                          | Liechtenstein under 21                                                          | 0 – 5                                                                           | Polonia under 21                                                                | Qual. Europeo Under-21 2011                                                     | -                                                                               |                                                                                 |
| 13-10-2009                                                                      | Kielce                                                                          | Polonia under 21                                                                | 0 – 4                                                                           | Paesi Bassi under 21                                                            | Qual. Europeo Under-21 2011                                                     | -                                                                               | 72’                                                                             |
| Totale                                                                          |                                                                                 | Presenze                                                                        | 14                                                                              |                                                                                 | Reti                                                                            | 3                                                                               |                                                                                 |

## Palmarès

### Club
- Campionato francese: 1

Monaco: 2016-2017

### Individuale
- Squadra dell'anno della Ligue 1: 1

2016-2017
- Atleta polacco dell'anno: 1

2017